# Pachydrus politus
Pachydrus politus är en skalbaggsart som beskrevs av Sharp 1882. Pachydrus politus ingår i släktet Pachydrus och familjen dykare. Inga underarter finns listade i Catalogue of Life.